# Luma apiculata
Luma apiculata  es una especie arbórea perennifolia de la familia de las mirtáceas.
Los colonizadores españoles lo llamaron arrayán por la semejanza de sus flores con las del arrayán europeo o mirto.

## Nombres
Luma apiculata es conocido como arrayán, arrayán rojo, arrayán chileno o palo colorado, mirto o quellí. En idioma mapuche se lo denomina quetri. En ocasiones es también llamado temu, aunque este término se aplica con mayor frecuencia a Blepharocalyx cruckshanksii.

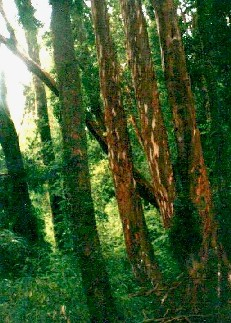
Bosque de arrayanes en las cercanías de Colecole, costa occidental de Chiloé.

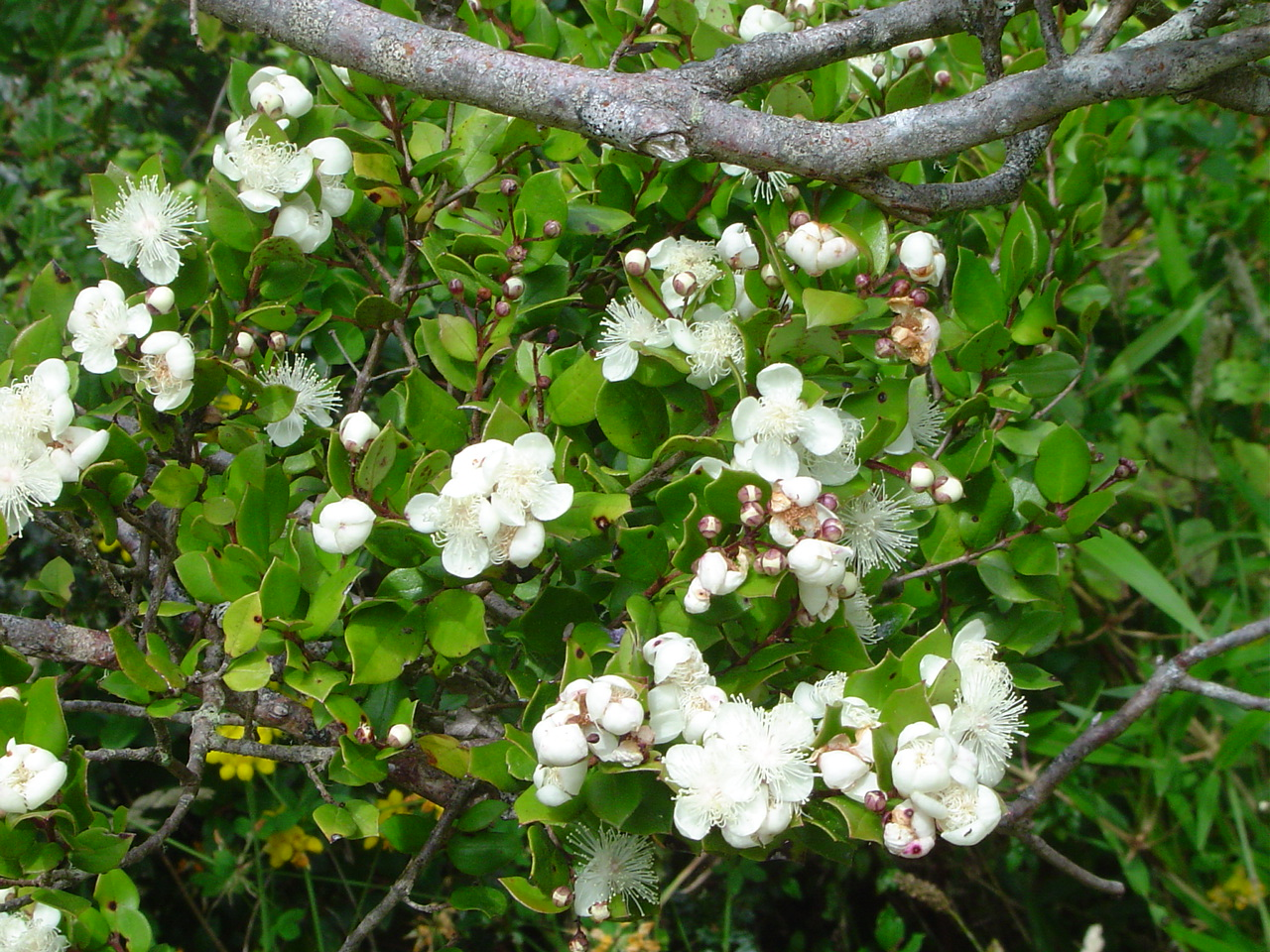
Flor.

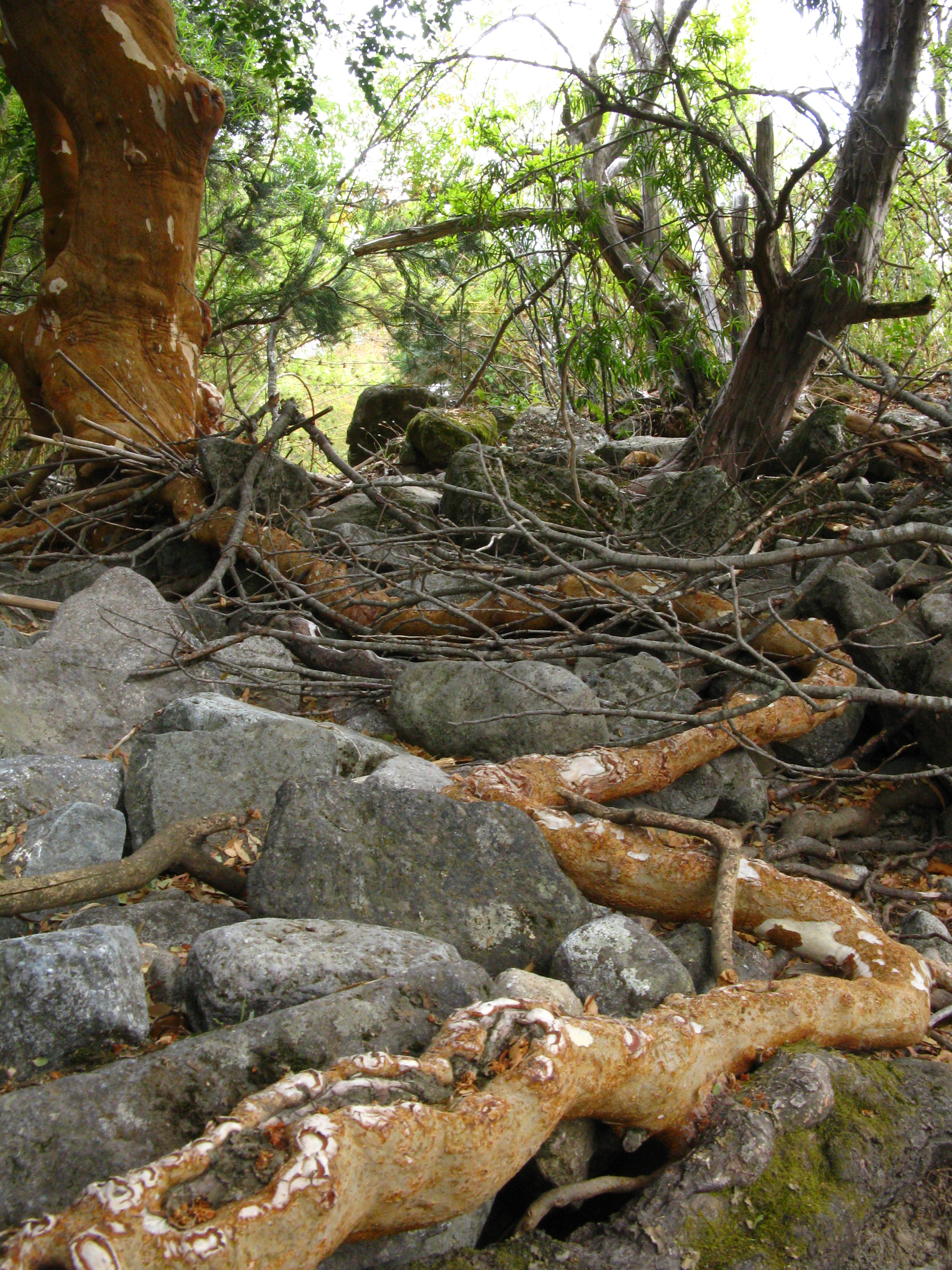
Raíces del arrayán en la Reserva Nacional Ñuble, Región del Biobío y Región de Ñuble.

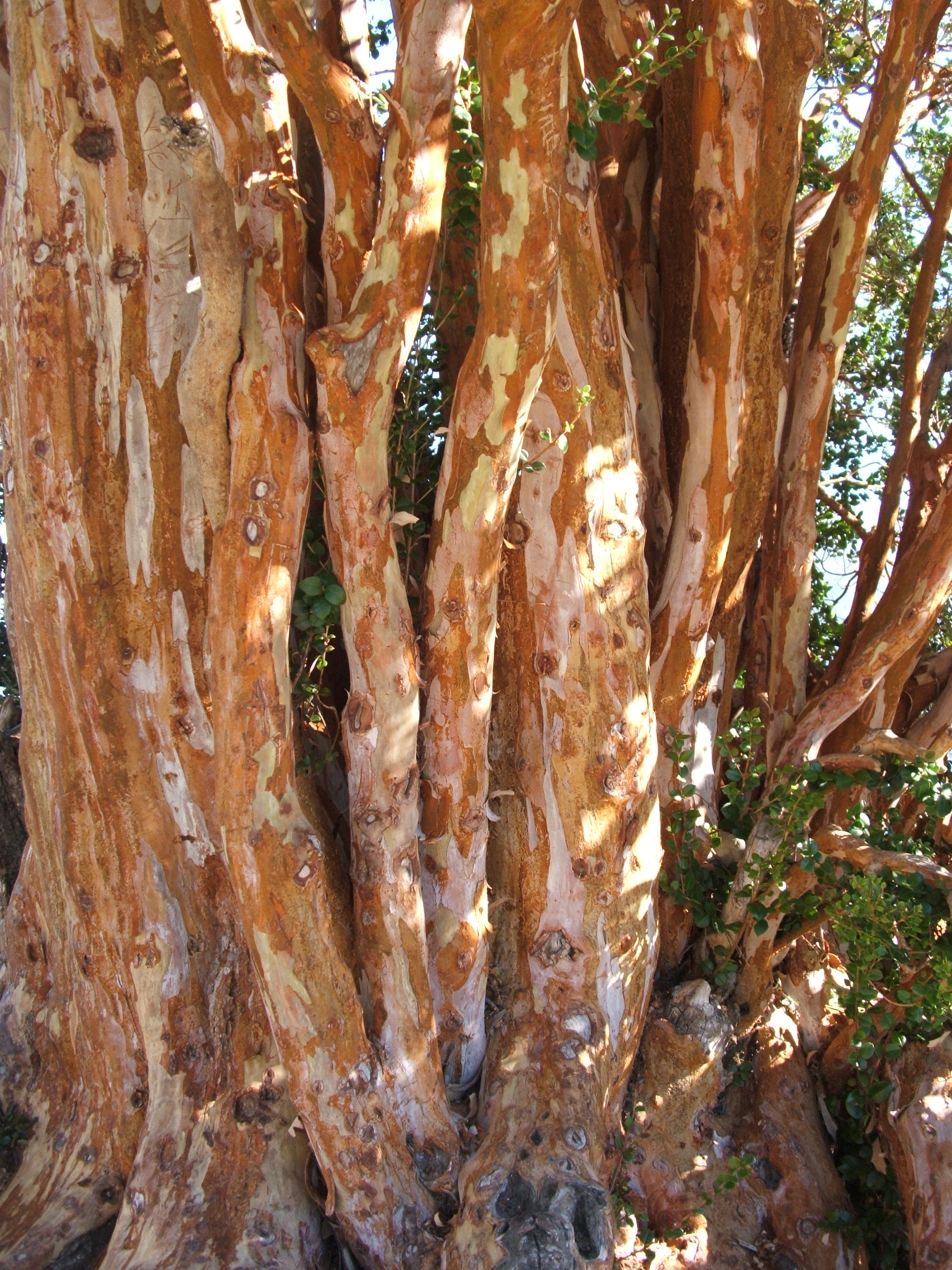
Tronco de arrayán.

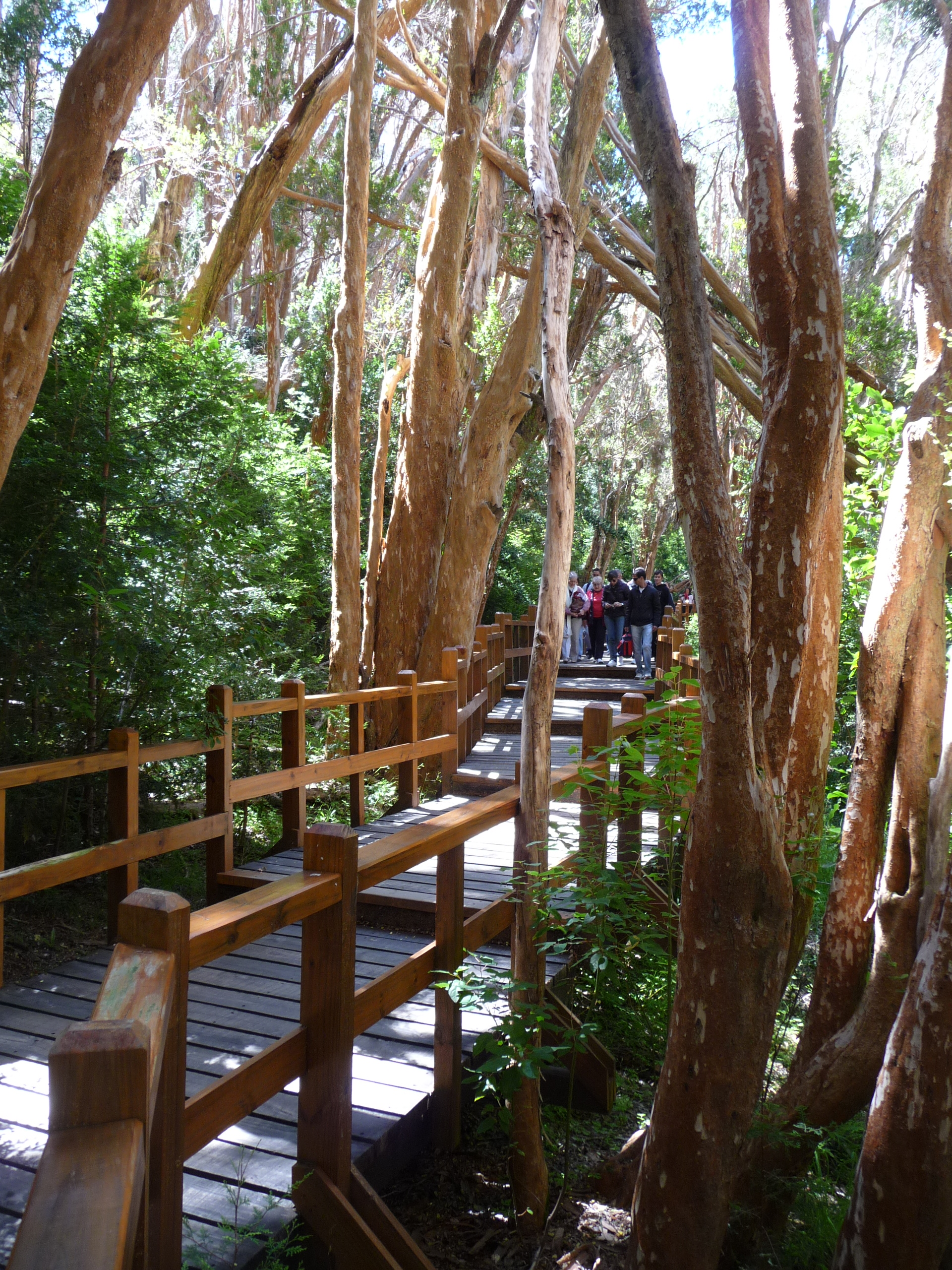
Bosque de arrayanes en el parque nacional Los Arrayanes, Argentina

## Distribución y hábitat
Crece mayoritariamente en los bosques templados de Argentina y Chile, en especial junto a cursos de agua. En Argentina se distribuye en la zona andina desde el centro de Neuquén, hasta el norte de la provincia del Chubut, y en Chile se distribuye desde la Región de Valparaíso a la de Aysén, es decir de los 33° a 45° latitud sur. También ha sido introducido en países como Colombia.
En la mayor parte de su área de distribución crece como un arbusto muy ramificado, de unos 3-5 m de altura. Pero en ciertos lugares como el parque nacional Los Arrayanes (Neuquén, Argentina) o en la orilla norte del río Colecole (Chiloé, Chile) existen bosques donde alcanzan hasta 20 m de altura y 1 m de diámetro. Su crecimiento sin embargo es muy lento, y se ha destinado especial protección a los renovales para evitar su destrucción accidental por los visitantes.
Los arrayanes más antiguos se pueden encontrar en el Parque Nacional Los Arrayanes en Argentina con 600 años, aproximadamente, y en la isla Chaullín, en Chile, que llegan a alcanzar los 1000 años.

## Características
Su corteza es de color castaño cuando el árbol es joven y anaranjado cuando es adulto; está cubierta por una capa de textura pilosa y sedosa que se desprende al contacto.
Sus hojas son simples, de forma redonda u ovalada; brillantes por el haz y terminadas en una espícula o mucrón, verde oscuro en la cara superior y claro en la inferior, coriáceas. Produce flores hermafroditas en grupos de 3 a 5 unidades, blancas o levemente rosadas y aromáticas, de hasta dos centímetros de diámetro, reunidas en grupos de 3 a 5, con estambres muy evidentes. Corola de 4 pétalos grandes. Sus bayas son comestibles.

## Usos y cultivo
La floración tiene lugar en el verano y como flora apícola, es relevante para la producción de miel de bosque. 
Su fruto es una baya comestible de color mora-violeta negruzco llamado arrayán por algunas personas, a semejanza del fruto de la patagua; con el fruto localmente se realizan diferentes preparaciones, principalmente mermeladas. De estos frutos, los indígenas igualmente elaboraban chicha, una particular bebida alcohólica. Las hojas, corteza y flores, son estimulantes, tónicas, diuréticas, anticatarrales y astringentes.
Debido a su característica corteza rojiza y por su floración, se utiliza como árbol ornamental. 
Se ha naturalizado en partes de Irlanda y Gran Bretaña y se ha plantado en España.

## Taxonomía
L. apiculata fue descrita por (DC.) Burret y publicado en Notizblatt des Botanischen Gartens und Museums zu Berlin-Dahlem 15(3): 523. 1941.
Sinonimia
- Eugenia affinis Gillies ex Hook. & Arn.
- Eugenia apiculata DC.	basónimo
- Eugenia apiculata var. arnyan Hook.f.
- Eugenia cuspidataPhil.
- Eugenia ebracteata Phil.
- Eugenia gilliesii Hook. & Arn.
- Eugenia hookeri Steud.
- Eugenia luma O.Berg
- Eugenia modesta Phil.
- Eugenia mucronata Phil.
- Eugenia palenae Phil.
- Eugenia proba O.Berg
- Eugenia spectabilis Phil.
- Luma gilliesii (Hook. & Arn.) Burret
- Luma hookeri (Steud.) Burret
- Luma spectabilis (Phil.) Burret
- Myrceugenella apiculata (DC.) Kausel
- Myrceugenella apiculata var. australis Kausel
- Myrceugenella apiculata var. nahulhuapensis Kausel
- Myrceugenella apiculata var. spectabilis (Phil.) Kausel
- Myrceugenella grandjotii Kausel
- Myrceugenia apiculata (DC.) Nied.
- Myrceugenia apiculata var. australis Kausel
- Myrtus chekenilla Kuntze
- Myrtus chequenilla Kuntze[11]